# Diego Alberto Torres
Diego Alberto Torres est un footballeur argentin né le 3 juillet 1982 à Bragado.
Il évolue habituellement comme ailier.

## Carrière
Diego Alberto Torres joue successivement dans les équipes suivantes : Quilmes AC, Newell's Old Boys, Quilmes AC, Arsenal de Sarandi, Crucero del Norte, Almirante Brown et à nouveau Quilmes AC.
Il remporte le tournoi de clôture du championnat d'Argentine en 2012 avec l'Arsenal de Sarandi.
Il termine co-meilleur buteur du tournoi d'ouverture du championnat d'Argentine de deuxième division en 2002, à égalité avec Daniel Giménez, inscrivant 13 buts.
Il joue 15 matchs en Copa Libertadores, inscrivant deux buts, et cinq matchs en Copa Sudamericana.